# Montpeyroux (Puy-de-Dôme)
Montpeyroux is een gemeente in het Franse departement Puy-de-Dôme (regio Auvergne-Rhône-Alpes). De plaats maakt deel uit van het arrondissement Issoire. Montpeyroux is lid van Les Plus Beaux Villages de France. Montpeyroux telde op 1 januari 2022 325 inwoners.

## Geografie
De oppervlakte van Montpeyroux bedroeg op 1 januari 2022 3,29 vierkante kilometer; de bevolkingsdichtheid was toen 98,8 inwoners per km².

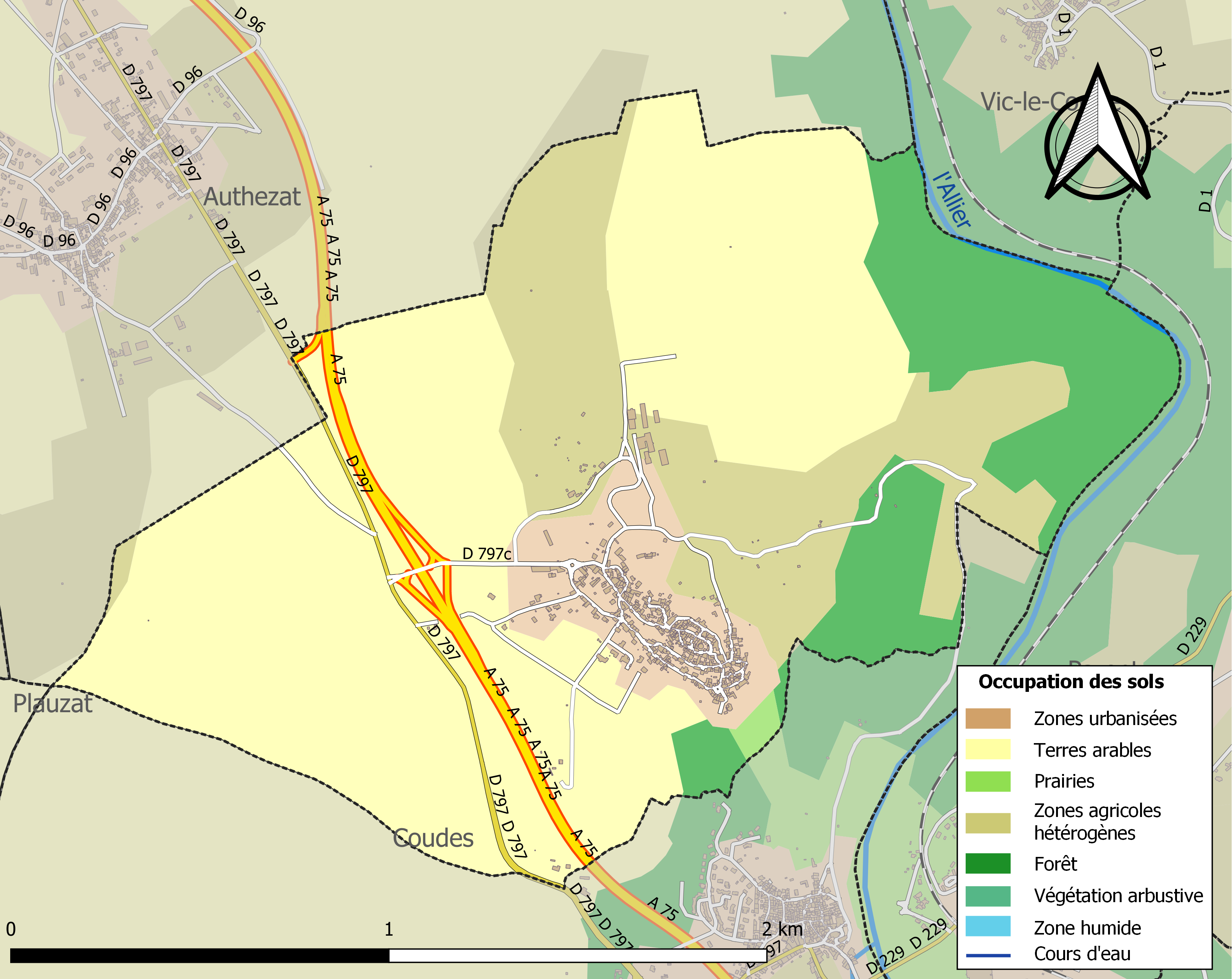
Kaart van de gemeente met belangrijkste infrastructuur, bodemgebruik en omliggende gemeenten

## Demografie
Onderstaande figuur toont het verloop van het inwonertal (bron: INSEE-tellingen).